# Stubendek Katalin
Stubendek Katalin (Királyhelmec, 1972. november 23. – ) szlovákiai magyar színművésznő. 

## Életpályája
1972-ben született Királyhelmecen. Édesapja Stubendek István, a Concordia Vegyeskar karnagya. Gyermekkorát Révkomáromban töltötte, itt érettségizett 1991-ben. 1995-ben végzett a Pozsonyi Színművészeti Főiskolán, Emília Vášáryová és Martin Huba tanítványaként. Játszott a kassai, komáromi, győri és zalaegerszegi színházban. 2002-től a Pécsi Nemzeti Színház tagja.

### Családja
Volt férje Stauróczky Balázs karmester, lányaik: Éva és Anna. Férje Bókai Zoltán karmester, kislányuk Boróka. Sógora volt Benkő Géza színész.

## Díjai és kitüntetései
- Szendrő József-díj (2012)[7]
- Magyar Ezüst Érdemkereszt (2024)[8]